# Анжелика, маркиза ангелов (фильм, 2013)
«Анжелика, маркиза ангелов» (фр. Angélique) —  французский фильм 2013 года режиссёра Ариеля Зейтуна по мотивам серии книг авторства Анн и Сержа Голон. Вышел на экраны 18 декабря 2013.

## Сюжет
Франция XVII века. Юную красавицу Анжелику выдают замуж за графа де Пейрака, обладающего огромным состоянием и слывущего «колдуном». Поначалу Анжелика ненавидит мужа, но постепенно начинает понимать, что за суровой внешностью скрывается обаятельный, добрый, чуткий и справедливый мужчина. Между супругами вспыхивает настоящая любовь, но идиллия оказывается недолгой. Короля Людовика XIV, проездом посетившего замок де Пейрака, начинает терзать зависть к семейному счастью и богатству своего подданного. Де Пейрак заточен в Бастилию и ждет казни, но Анжелика готова биться за свою любовь до последнего вздоха. 
Помощь энергичной и независимой красавице приходит от давно влюбленного в неё Николя — предводителя парижских разбойников.

## В ролях
| Актёр                 | Роль                                   |
| --------------------- | -------------------------------------- |
| Нора Арнезедер        | Анжелика                               |
| Томер Сислей          | Филипп де Плесси-Белльер               |
| Жерар Ланвен          | граф де Пейрак                         |
| Симон Абкарян         | адвокат Франсуа Дегре                  |
| Давид Кросс           | Людовик XIV                            |
| Мэтью Бужена          | маркиз д'Андижос                       |
| Мигель Херц-Кестранек | маркиз де Плесси-Белльер, отец Филиппа |
| Райнер Фриб           | Джулио Мазарини                        |
| Матьё Кассовиц        | Николя                                 |

## Съёмки
Изначально на роль Николя был приглашён итальянский актёр Риккардо Скамарчио, но в итоге роль сыграл Матьё Кассовиц.
На подготовку сцены фехтования Пейрака ушло восемь недель тренировок по четыре часа в день.